# Lenzsér Bence
Lenzsér Bence (Győr, 1996. április 9. –) magyar labdarúgó, jelenleg a Paksi FC játékosa. Posztja hátvéd.

## Pályafutása

### Klubcsapatban
Lenzsér Bence a Győri ETO-ban kezdte pályafutását, a Fehér Miklós Akadémia neveltje. A Rába-parti csapatnál ugyan felkerült az első csapat keretéhez, de játéklehetőséget a harmadosztályú tartalékcsapatban kapott. 2015 februárjában szerződött a Paksi FC csapatához. Április 11-én a Pécsi MFC elleni találkozón mutatkozott be a magyar élvonalban; Kesztyűs Barna helyére állt be a 82. percben. 2015. november 21-én első gólját is megszerezte az első osztályban a Szombathelyi Haladás elleni találkozón. Hamar a Paks alapembere lett, első két és fél szezonjában 70 bajnokin lépett pályára. ezeken pedig öt gólt szerzett. 2018 januárjában szerződését három és fél évvel meghosszabbította.

### A válogatottban
NB I-es labdarúgó. 2014-ben tagja volt a magyarországi U19-es labdarúgó-Európa-bajnokságon szereplő válogatottnak. Részt vett a 2015-ös új-zélandi U20-as labdarúgó-világbajnokságon is a magyar csapattal. A 2017-es U21-es Európa-bajnoki selejtezők alatt a korosztályos válogatott tagja, Málta ellen gólt is szerzett.

## Statisztika

### Klubcsapatokban
2025. augusztus 17-én frissítve.
| Klub           | Szezon   | Bajnokság | Bajnokság | Országos kupa | Országos kupa | Nemzetközi kupa | Nemzetközi kupa | Összesen | Összesen |
| Klub           | Szezon   | Mérk.     | Gólok     | Mérk.         | Gólok         | Mérk.           | Gólok           | Mérk.    | Gólok    |
| -------------- | -------- | --------- | --------- | ------------- | ------------- | --------------- | --------------- | -------- | -------- |
| Győri ETO II   | 2013–14  | 17        | 0         | —             | —             | —               | —               | 17       | 0        |
| Győri ETO II   | 2014–15  | 6         | 0         | —             | —             | —               | —               | 6        | 0        |
| Győri ETO II   | Összesen | 23        | 0         | —             | —             | —               | —               | 23       | 0        |
| Paks           | 2014–15  | 5         | 0         | —             | —             | —               | —               | 5        | 0        |
| Paks           | 2015–16  | 27        | 2         | —             | —             | —               | —               | 27       | 2        |
| Paks           | 2016–17  | 24        | 1         | 1             | 0             | —               | —               | 25       | 1        |
| Paks           | 2017–18  | 25        | 2         | 2             | 0             | —               | —               | 27       | 2        |
| Paks           | 2018–19  | 21        | 0         | 5             | 1             | —               | —               | 26       | 1        |
| Paks           | 2019–20  | 21        | 0         | 4             | 0             | —               | —               | 25       | 0        |
| Paks           | 2020–21  | 21        | 0         | 3             | 0             | —               | —               | 24       | 0        |
| Paks           | 2021–22  | 26        | 2         | 6             | 0             | —               | —               | 32       | 2        |
| Paks           | 2022–23  | 8         | 0         | 1             | 0             | —               | —               | 9        | 0        |
| Paks           | 2023–24  | 25        | 1         | 4             | 0             | —               | —               | 29       | 1        |
| Paks           | 2024–25  | 18        | 1         | 4             | 0             | 4               | 0               | 26       | 1        |
| Paks           | 2025–26  | 2         | 1         | —             | —             | 2               | 0               | 4        | 1        |
| Paks           | Összesen | 223       | 10        | 30            | 1             | 6               | 0               | 259      | 11       |
| Karrier összes |          | 246       | 10        | 30            | 1             | 6               | 0               | 282      | 11       |

## Sikerei, díjai

### Klubcsapattal
Paks
- Magyar kupagyőztes (2): 2024, [7] 2025[8]
- Magyar bajnokság ezüstérmes (1): 2023–24
- Magyar bajnokság bronzérmes (1): 2024–25